# Bohumil Kasal
Bohumil Kasal (* 1956 in Vojnův Městec) ist ein tschechischer Holzwissenschaftler. Von 2010 bis September 2024 war er Leiter des Fraunhofer-Instituts für Holzforschung in Braunschweig.

## Leben
Kasal machte 1992 seinen Ph.D. in Holzingenieurwesen an der Oregon State University. Anschließend war er von 1992 bis 2005 Professor für Holz- und Papierforschung sowie am Lehrstuhl für Bauingenieurwesen an der North Carolina State University.
2005 bis 2010 war er Professor an der Penn State University.
Von 2010 bis November 2024 war Bohumil Kasal Inhaber des Lehrstuhls für Organische Baustoffe und Holzwerkstoffe an der Technischen Universität Braunschweig.
2020 kandidierte er als überparteilicher Kandidat für die als rechtsextrem geltende Partei Svoboda a přímá demokracie (SPD) bei den Tschechischen Senatswahlen. Er belegte mit 4,78 % der Stimmen den 5. Platz und rückte nicht in die zweite Runde vor.

## Veröffentlichungen
- Libo Yan, Bohumil Kasal, Liang Huang: A review of recent research on the use of cellulosic fibres, their fibre fabric reinforced cementitious, geo-polymer and polymer composites in civil engineering. In: Composites Part B: Engineering. Band 92, Mai 2016, S. 94–132, doi:10.1016/j.compositesb.2016.02.002.
- Veröffentlichungsliste